# ماثيو ريان
ماثيو ريان (Matthew Ryan) هو لاعب أولمبي لرياضة الفروسية من أستراليا. شارك في الأولمبياد الصيفي في 1992–2000، وفاز بما مجموعه 3 ميداليات.

## الميداليات
| ذهب | فضة | برونز | المجموع |
| 3   | 0   | 0     | 3       |

## روابط خارجية
- ماثيو ريان على موقع اللجنة الأولمبية الدولية (الإنجليزية)
- ماثيو ريان على موقع أوليمبيديا (الإنجليزية)
- ماثيو ريان على موقع اللجنة الأولمبية الأسترالية (الإنجليزية)
- ماثيو ريان على موقع قاعة أستراليا للمشاهير الرياضية (الإنجليزية)